# Walter Kasper
Walter Kasper (n. 5 martie 1933, Heidenheim, Baden-Württemberg, Germania) este un teolog și cardinal catolic german, președinte al Consiliului Pontifical pentru Promovarea Unității Creștinilor între anii 2001-2010.

## Biografie

### Formarea
După obținerea bacalaureatului în 1952 și-a început studiile de filosofie și de teologie la Tübingen și la München. A fost hirotonit preot pentru dieceza de Rottenburg-Stuttgart, la 6 aprilie 1957 și a obținut doctoratul în teologie la Universitatea din Tübingen în 1961, cu o teză privitoare la „doctrina Tradiției sub școala romană”.

### Preot și teolog
Și-a consacrat activitatea preoțească îndeosebi învățământului. Timp de trei ani (1961 - 1964) a fost asistent al profesorilor Leo Scheffczyk și Hans Küng, înainte de a primi „habilitatio”, cu o teză asupra filosofiei și teologiei istoriei în filosofia târzie a lui Schelling, cu titlul în germană: « Philosophie und Theologie der Geschichte in der Spätphilosophie Schellings ». A predat teologia dogmatică și a fost decan al Facultății de Teologie din Münster, iar mai târziu din Tübingen.
A fost remarcat ca teolog după publicarea lucrării Jesus der Christus, în 1974.

### Episcop și cardinal
În data de 17 aprilie 1989 a fost numit episcop al Diecezei de Rottenburg-Stuttgart. Consacrarea sa episcopală a avut loc în data de 17 iunie 1989 la Rottenburg.
În 1993, împreună cu episcopii Karl Lehmann, episcop de Mainz, și Oskar Saier, arhiepiscop de Freiburg im Breisgau, a cerut ca în anumite circumstanțe accesul la cuminecarea euharistică să poată fi deschisă și persoanelor divorțate recăsătorite, ceea ce a fost refuzat de Roma.
În 1994 episcopul Kasper a coprezidat Comisia Internațională de Dialog Catolici-Luterani. A făcut mult pentru a se ajunge la semnarea acordului între luterani și catolici privitor la justificarea credinței care a fost semnat la Augsburg la 31 octombrie 1999. Această declarație comună asupra justificării este rezultatul a peste treizeci de ani de dialog luterano-catolic.
La 16 martie 1999 a fost numit la Roma ca secretar al Consiliului Pontifical pentru Promovarea Unității Creștinilor.
A fost creat cardinal de papa Ioan Paul al II-lea în consistoriul din 21 februarie 2001 cu titlul de cardinal-diacon de Ognissanti in Via Appia Nuova la biserica Ognissanti și a devenit președinte al Consiliului Pontifical pentru Promovarea Unității Creștinilor la 3 martie 2001. A fost confirmat în această funcție de papa Benedict al XVI-lea la 21 aprilie 2005.
În Curia romană este și membru al Congregației pentru Doctrina Credinței, al Congregației pentru Bisericile Orientale, al Consiliului Pontifical pentru Cultură, al Consiliului Pontifical pentru Textele Legislative, al Consiliului Pontifical pentru Dialog Interreligios și al Tribunalului Suprem al Semnăturii Apostolice. Este de asemenea membru al Comisiei Mixte de Dialog Teologic Catolic-Ortodox.
La 1 iulie 2010 a fost înlocuit la președinția Consiliului Pontifical pentru Promovarea Unității Creștine de episcopul Kurt Koch, până atunci episcop de Basel. La 21 februarie 2011, cum i-a permis codul de drept canonic după 10 ani activați în ordinul cardinalilor-diaconi, a optat pentru ordinul cardinalilor-preoți, păstrându-și pro hac vice titlul de Ognissanti in Via Appia Nuova.

## Distincții
În data de 14 mai 2004 i-a fost conferit titlul de doctor honoris causa al Universității Babeș-Bolyai din Cluj. În același an a fost distins cu Ordinul Steaua României în grad de Mare Ofițer.

## Scrieri
- Das Absolute in der Geschichte. Philosophie und Theologie der Geschichte in der Spätphilosophie Schellings. Matthias-Grünewald-Verlag, Mainz 1965.
- Glaube und Geschichte. Matthias-Grünewald-Verlag, Mainz 1970.
- Einführung in den Glauben. Matthias-Grünewald-Verlag, Mainz 1972, ISBN 3-7867-0340-X.
- Jesus der Christus. Matthias-Grünewald-Verlag, Mainz 1974, ISBN 3-7867-0464-3.
- Zur Theologie der christlichen Ehe. Matthias-Grünewald-Verlag, Mainz 1977, ISBN 3-7867-0626-3.
- Der Gott Jesu Christi. Matthias-Grünewald-Verlag, Mainz 1982, ISBN 3-7867-0987-4.
- Wahrheit und Freiheit. Die Erklärung über die Religionsfreiheit des II. Vatikanischen Konzils, Heidelberg 1988.
- Leben aus dem Glauben. Katholischer Erwachsenenkatechismus, Band 2. Bonn 1995 (coautor).
- Theologie und Kirche. Matthias-Grünewald-Verlag, Band 1 Mainz 1987, Band 2 Mainz 1999.
- Leadership in the Church. New York 2003.
- Sakrament der Einheit. Eucharistie und Kirche. Herder, Freiburg im Breisgau/Basel/Wien 2004, ISBN 3-451-28568-1.
- Wege in die Einheit. Perspektiven für die Ökumene. Freiburg im Breisgau 2005.
- Wo das Herz des Glaubens schlägt. Die Erfahrung eines Lebens. Mit Daniel Deckers. Herder, Freiburg im Breisgau/Basel/Wien 2008, ISBN 978-3-451-29873-8.
- Katholische Kirche: Wesen-Wirklichkeit-Sendung. Herder, Freiburg im Breisgau/Basel/Wien 2011, ISBN 978-3-451-30499-6.
- Barmherzigkeit. Grundbegriff des Evangeliums - Schlüssel christlichen Lebens. Herder, Freiburg im Breisgau 2013.

O mare parte din opera lui Walter Kasper este publicată la Herder Verlag în 17 volume:
- Band 2 (volumul 2): Das Absolute der Geschichte. Philosophie und Theologie der Geschichte in der Spätphilosophie Schellings. ISBN 978-3-451-30602-0.
- Band 3 (volumul 3): Jesus der Christus. ISBN 978-3-451-29155-5.
- Band 4 (volumul 4): Der Gott Jesu Christi. ISBN 978-3-451-29803-5.
- Band 5 (volumul 5): Das Evangelium Jesu Christi. ISBN 978-3-451-30605-1.
- Band 10 (volumul 10): Die Liturgie der Kirche. ISBN 978-3-451-30610-5.
- Band 11 (volumul 11): Die Kirche Jesu Christi – Ekklesiologie I. ISBN 978-3-451-29946-9.
- Band 12 (volumul 12): Die Kirche und ihre Ämter – Ekklesiologie II.). ISBN 978-3-451-32183-2.